# Праліс (Середзем'я)
Праліс, у деяких варіантах перекладу — Старий Ліс, Віковічний Ліс, Древлепуща (англ. Old Forest) — у легендаріумі Дж. Р. Р. Толкіна невеличкий, але дуже густий лісовий масив у краю Еріадор. Розташований між східною околицею Ширу Бекланд та могильниками Тірн-Гортад (англ. англ. Barrow-downs; варіанти перекладу — Кургани, Упокоїща).

## Історія
Залишок (північно-східна окраїна) великого стародавнього лісу, що у Першу та Другу епохи простягався від Брендівинни до Лісу Фангорна. Більша частина цього лісу була вирубана прибулими до Середзем'я нуменорцями, котрі потребували лісу для кораблебудування. Рештки лісу були спалені полчищами Саурона під час війни з ельфійськими королівствами Ерегіон та Ліндон.

## Гобіти і Праліс
На західній околиці Пралісу гобітами було побудовано огорожу Великий Живопліт, що відмежовував Бекланд від лісу.
Гобіти сторонилися цього лісу, бо дерева в ньому були незвичайними: вони ворушили гілками при повній відсутності вітру, вночі перешіптувалися між собою, вистежували чужинців і заводили їх в гущавину. Всі лісові стежки були ненадійними і постійно міняли напрямки. Говорили також що дерева могли зрушувати з місця. Одного разу передні ряди дерев стали насуватись на Живопліт і у деяких місцях повалили його. Тоді гобіти зрубали ці дерева, склали їх і спалили на вогнищі, зробивши випалену смугу. Після того випадку ліс став ще ворожішим.
Крізь середину Пралісу протікала річка Верболозка (англ. Withywindle; у деяких перекладах — Вітлянка), що витікала біля Могильників Тірн — Гортад і впадала у Брендівін нижче південної межі Бекланду біля села Кінець Огорожі.
У лісовій гущавині на березі річки ріс Старий В'яз (англ. Old Man Willon; у деяких варіантах Старий Лохина, Дядько Верба) — зосереджувач злої волі Пралісу, можливо він був гуорном або здерев'янілим ентом.
Можливим натхненником образу було велике старе дерево в університетському парку Оксфорда, на березі річки, де професор Толкін любив гуляти разом зі своїми дітьми.
На східній околиці Пралісу біля Могильників стояв будинок Тома Бомбадила (він також він головний герой збірки віршів «Пригоди Тома Бомбадила» авторство якої приписується гобітам Семуайзу Гемджі і Меріадоку Брендібаку) — найстарішого жителя Середзем'я, майара, котрий був господарем довколишніх земель та його дружини Золотинки — дочки водяниці.

## Подорож Фродо, Сема, Меррі та Піппіна через Праліс
У романі «Володар Перснів» під час переходу гобітів крізь Праліс (у фільмі «Володар Перснів: Братство Персня» Пітера Джексона цей епізод відсутній) Старий В'яз навіяв на них сон і ковтнув дуплами гобітів Меррі та Піппіна. З пастки їх визволив Том Бомбадил, що проходив поруч. Він відвів гобітів до свого будинку, де залишив їх на два дні, розпитуючи про життя Ширу та оповідаючи про Праліс та минуле. Згодом Том врятував гобітів від Примар з Могильників, які схопили їх, наславши зачарований туман.
У «Незакінчених оповідях» говориться, що ворожість Пралісу і напад Примар були викликані з настанови Короля-Чаклуна.
Можливим прототипом Праліса, Морок-Лісу, Лоріену та лісу Фангорн є ліс Пазлвуд у графстві Глостершир (Англія).